# Florence Parly
Florence Parly (n. 8 mai 1963) este un politician francez care servește ca ministru al forțelor armate din 2017 sub președintele Emmanuel Macron. Fostă membră a Partidului Socialist, pe care l-a părăsit în 2006, ea a fost anterior secretar de stat pentru buget din 2000 până în 2002 sub președintele Jacques Chirac.